# Patinaj viteză la Jocurile Olimpice de iarnă din 2018
Probele sportive de patinaj viteză la Jocurile Olimpice de iarnă din 2018 s-au desfășurat în perioada 9-25 februarie 2018 la Pyeongchang, Coreea de Sud, la Gangneung Oval.

## Sumar medalii

### Clasament pe țări
| Loc   | Țară                             | Aur | Argint | Bronz | Total |
| ----- | -------------------------------- | --- | ------ | ----- | ----- |
| 1     | Olanda (NED)                     | 7   | 4      | 5     | 16    |
| 2     | Japonia (JPN)                    | 3   | 2      | 1     | 6     |
| 3     | Norvegia (NOR)                   | 2   | 1      | 1     | 4     |
| 4     | Coreea de Sud (KOR)              | 1   | 4      | 2     | 7     |
| 5     | Canada (CAN)                     | 1   | 1      | 0     | 2     |
| 6     | Cehia (CZE)                      | 0   | 1      | 1     | 2     |
| 7     | Belgia (BEL)                     | 0   | 1      | 0     | 1     |
| 8     | China (CHN)                      | 0   | 0      | 1     | 1     |
| 8     | Italia (ITA)                     | 0   | 0      | 1     | 1     |
| 8     | Sportivii Olimpici ai Rusiei     | 0   | 0      | 1     | 1     |
| 8     | Statele Unite ale Americii (USA) | 0   | 0      | 1     | 1     |
| Total | Total                            | 14  | 14     | 14    | 42    |

### Masculin
| Probă sportivă          | Aur                                                                                              | Aur                     | Argint                                                                | Argint   | Bronz                                                                        | Bronz    |
| 500 metri detalii       | Håvard Holmefjord Lorentzen · Norvegia (NOR)                                                     | 34,41 Record Olimpic    | Cha Min-kyu · Coreea de Sud (KOR)                                     | 34,42    | Gao Tingyu · China (CHN)                                                     | 34,65    |
| 1.000 metri detalii     | Kjeld Nuis · Olanda (NED)                                                                        | 1:07,95                 | Håvard Holmefjord Lorentzen · Norvegia (NOR)                          | 1:07,99  | Kim Tae-yun · Coreea de Sud (KOR)                                            | 1:08,22  |
| 1.500 metri detalii     | Kjeld Nuis · Olanda (NED)                                                                        | 1:44,01                 | Patrick Roest · Olanda (NED)                                          | 1:44,86  | Kim Min-seok · Coreea de Sud (KOR)                                           | 1:44,93  |
| 5.000 metri detalii     | Sven Kramer · Olanda (NED)                                                                       | 6:09,76 Record Olimpic  | Ted-Jan Bloemen · Canada (CAN)                                        | 6:11,616 | Sverre Lunde Pedersen · Norvegia (NOR)                                       | 6:11,618 |
| 10.000 metri detalii    | Ted-Jan Bloemen · Canada (CAN)                                                                   | 12:39,77 Record Olimpic | Jorrit Bergsma · Olanda (NED)                                         | 12:41,98 | Nicola Tumolero · Italia (ITA)                                               | 12:54,32 |
| Urmărire echipe detalii | Norvegia (NOR) · Håvard Bøkko · Simen Spieler Nilsen · Sverre Lunde Pedersen · Sindre Henriksena | 3:37,32                 | Coreea de Sud (KOR) · Lee Seung-hoon · Chung Jae-won · Kim Min-seok · | 3:38,52  | Olanda (NED) · Jan Blokhuijsen · Sven Kramer · Patrick Roest · Koen Verweija | 3:38,40  |
| Start în masă detalii   | Lee Seung-hoon · Coreea de Sud (KOR)                                                             | 60                      | Bart Swings · Belgia (BEL)                                            | 40       | Koen Verweij · Olanda (NED)                                                  | 20       |

a Patinatori care nu au participat în finală, dar care au primit medalii.

### Feminin
| Probă sportivă          | Aur                                                                     | Aur                    | Argint                                                                             | Argint  | Bronz | Bronz   |
| 500 metri detalii       | Nao Kodaira · Japonia (JPN)                                             | 36,94 Record Olimpic   | Lee Sang-hwa · Coreea de Sud (KOR)                                                 | 37,33   | Karolína Erbanová · Cehia (CZE)                                                                          | 37,34   |
| 1.000 metri detalii     | Jorien ter Mors · Olanda (NED)                                          | 1:13,56 Record Olimpic | Nao Kodaira · Japonia (JPN)                                                        | 1:13,82 | Miho Takagi · Japonia (JPN)                                                                              | 1:13,98 |
| 1.500 metri detalii     | Ireen Wüst · Olanda (NED)                                               | 1:54,35                | Miho Takagi · Japonia (JPN)                                                        | 1:54,55 | Marrit Leenstra · Olanda (NED)                                                                           | 1:55,26 |
| 3.000 metri detalii     | Carlijn Achtereekte · Olanda (NED)                                      | 3:59,21                | Ireen Wüst · Olanda (NED)                                                          | 3:59,29 | Antoinette de Jong · Olanda (NED)                                                                        | 4:00,02 |
| 5.000 metri detalii     | Esmee Visser · Olanda (NED)                                             | 6:50,23                | Martina Sáblíková · Cehia (CZE)                                                    | 6:51,85 | Natalya Voronina Sportivii Olimpici din Rusia                                                            | 6:53,98 |
| Urmărire echipe detalii | Japonia (JPN) · Ayano Sato · Miho Takagi · Nana Takagi · Ayaka Kikuchib | 2:53,89 Record Olimpic | Olanda (NED) · Antoinette de Jong · Marrit Leenstra · Ireen Wüst · Lotte van Beekb | 2:55,48 | Statele Unite ale Americii (USA) · Heather Bergsma · Brittany Bowe · Mia Manganello · Carlijn Schoutensb | 2:59,27 |
| Start în masă detalii   | Nana Takagi · Japonia (JPN)                                             | 60                     | Kim Bo-reum · Coreea de Sud (KOR)                                                  | 40      | Irene Schouten · Olanda (NED)                                                                            | 20      |

b Patinatori care nu au participat la finală, dar au primit medalii.